# سینامورول
سینامورول (ژاپنی: シナモロール، هپبورن: Shinamorōru) یک شخصیت کارتونی است که توسط سانریو در سال ۲۰۰۱ ایجاد شد. میوکی اوکومورا طراحی این شخصیت را بر عهده داشت. شخصیت اصلی داستان، سینامورول یک سگ سفید با گونه‌های صورتی، گوش‌های بلند، چشم‌های آبی و دمی شبیه یک رول دارچینی است. این کاراکتر در یک سریال مانگا، یک فیلم انیمه و انیمیشن‌های کوتاه حضور داشت.

## داستان
همه چیز از یک روز معمولی شروع شد. سینامورول هنگامی که آن بالابالاها در آسمان پرسه می‌زد، ناگهان از روی ابرها از آسمان افتاد و در نزدیکی کافه سینامون فرود آمد. چاودر او را دید و خانم آنا را از این ماجرا آگاه کرد. خانم آنا هم سینامورول را برد و او را به دوستان جدیدش، شیفون، موکا، اسپرسو، کاپوچینو و میلک معرفی کرد.

## تغییر نام
وقتی که سانریو تازه این کاراکتر را طراحی کرده بود، آن را «بیبی سینامون» نامید. یک سال بعد نام آن را به «سینامورول» تغییر نام داد. این شخصیت سینامون نیز نامیده می‌شود.